# 魔力女聲
《魔力女聲》（英語：Teen Spirit）是一部於2018年上映的英國歌舞劇情片，由麦克思·明格拉執導和編劇。電影由艾丽·范宁、丽贝卡·豪尔和祖塔克·布尼克擔綱主演。《魔力女聲》於2018年9月7日在多倫多國際電影節舉行首映，並於2019年7月26日在英國上映。

## 劇情
薇拉是一名住在懷特島（Isle of Wight）的青少女，在弗拉基米爾的幫助之下，透過歌唱比賽，逐步往歌手夢邁進。

## 演員
- 艾丽·范宁 飾 薇拉·瓦倫斯基（Violet Valenski）
- 祖塔克·布尼克（英语：Zlatko Burić） 飾 弗拉基米爾·布拉伊科維奇（Vladimir Brajkovic）
- 丽贝卡·豪尔 飾 朱爾斯（Jules）
- 阿格涅什卡·格羅霍夫斯卡（英语：Agnieszka Grochowska） 飾 瑪拉（Marla）
- 克拉拉·魯加德（英语：Clara Rugaard） 飾 羅克西（Roxy）
- 米莉·布雷迪（英语：Millie Brady） 飾 阿納斯塔西婭（Anastasia）
- 奧利維亞·格雷（英语：Olivia Gray） 飾 麗莎（Lisa）
- 魯埃里·奧康納（英语：Ruairi O'Connor） 飾 凱恩·斯皮爾斯（Keyan Spears）
- 阿奇·麥迪奎 飾 路加（Luke）
- 喬丹·斯蒂芬斯（英语：Jordan Stephens） 飾 羅洛（Rollo）
- 烏蘇拉·霍利迪 飾 路易絲（Louise）

## 製作
2017年1月30日，有報導指演員麦克思·明格拉將根據他所寫的劇本作為個人導演處女作。且該片於隔月的柏林国际电影节上向買家推出。2017年2月10日，艾丽·范宁確定擔綱主演。2017年7月11日，《魔力女聲》的主要製作已經開始在英國伦敦進行，剩餘演員也都安排完畢。
2018年9月，發布首支預告片，預告片顯示丽贝卡·豪尔已加入演員陣容。同時還宣布本片將把蘿蘋、艾丽·高登、爱莉安娜·格兰德、凱蒂·佩芮、泰根與莎拉、安妮·蓝妮克丝、軌道樂隊、愛麗絲·迪傑、The Undertones、超級雷射光、格莱姆斯、威格菲爾德與西格麗德創作的歌曲，以及由卡莉·蕾·杰普森作詞、杰克·安东诺夫製作的原創歌曲《 Wildflowers》加入電影當中。

## 發行
《魔力女聲》於2018年9月7日在多倫多國際電影節舉行首映。此後不久狮门影视公司與LD娛樂分別取得英國和美國的發行權，而布萊克街與LD娛樂共同發行電影。《魔力女聲》於2019年4月12日在美國上映，7月26日在英國上映。

## 迴響

### 票房
在上映第二周，從4間戲院擴大放映至696家戲院後，北美累計票房為25萬美元。

### 評論
爛番茄收集的127篇專業影評文章中，「新鮮度」為71%，平均得分6.21分（滿分10分）。網站的共識評價爲「《魔力女聲》講述一個大家耳熟能詳的故事，但導演兼編劇麥克思·明格拉和物質的連結，與艾麗·范寧的出色表現為電影增添一個有影響的吸引力」，而基於另一影評網站Metacritic基於24篇評論文章，平均分爲57（滿分100），代表「普通評價」。

## 音樂
《魔力女聲：原聲帶》於2019年4月5日透過新視鏡唱片發行。專輯的第一個單曲《Wildflowers》於2019年3月29日釋出，音樂錄影帶則於2019年4月5日公布。

### 歌曲清單
1. 格莱姆斯 - 《Genesis（英语：Genesis (Grimes song)）》
2. 艾丽·范宁 - 《I Was a Fool（英语：I Was a Fool）》
3. 馬呂斯·德弗里斯（英语：Marius de Vries）、Eldad Guetta和艾麗·范寧 - 《外星品種》
4. 不要懷疑 - 《Just a Girl（英语：Just a Girl）》
5. 艾麗·范寧  - 《Dancing on My Own（英语：Dancing on My Own）》
6. 艾麗·范寧  - 《光芒》
7. 艾麗·范寧  - 《Little Bird（英语：Little Bird (Annie Lennox song)）》
8. Major Lazer、MØ和DJ蛇王 - 《Lean On》
9. 艾麗·范寧和總決賽參與者 - 《美好時光》
10. The Shades - 《Teenage Kicks（英语：Teenage Kicks）》
11. Clara Rugaard（英语：Clara Rugaard） - 《Tattooed Heart》
12. 艾麗·范寧 - 《Don't Kill My Vibe（英语：Don't Kill My Vibe）》
13. 軌道樂隊（英语：Orbital (band)）和艾麗·范寧 - 《Halycon Teen Spirit》
14. 艾麗·范寧 - 《Wildflowers》

## 外部連結
- 互联网电影数据库（IMDb）上《魔力女聲》的资料（英文）
- Box Office Mojo上《魔力女聲》的資料（英文）
- 爛番茄上《魔力女聲》的資料（英文）
- Metacritic上《魔力女聲》的資料（英文）
- 開眼電影網上《魔力女聲》的資料（繁體中文）
- Yahoo奇摩電影上《魔力女聲》的資料（繁體中文）